# منتخب تشيكوسلوفاكيا لكرة الماء للرجال
منتخب تشيكوسلوفاكيا لكرة الماء للرجال هو ممثل تشيكوسلوفاكيا الرسمي في المنافسات الدولية في كرة الماء .